# Province de Federico Román
La province de Federico Román est une des cinq provinces du département de Pando, en Bolivie. Son chef-lieu est la localité de Fortaleza. La province porte le nom du général Federico Román.

## Situation
La province de Federico Román est située entre 9° 41' et 10° 51' Sud et entre 65° 17' et 66° 39' Ouest. Elle s'étend sur une longueur de 200 km d'est en ouest et une largeur de 150 km du nord au sud.
La province est bordée à l'ouest par la province d'Abuná, au sud-ouest par la province de Manuripi, au sud-est par le département de Beni, à l'est et au nord par le Brésil.

## Population
Sa population s'élevait à 2 242 habitants au recensement de 2001.